# Rustem Rinatowitsch Adagamow

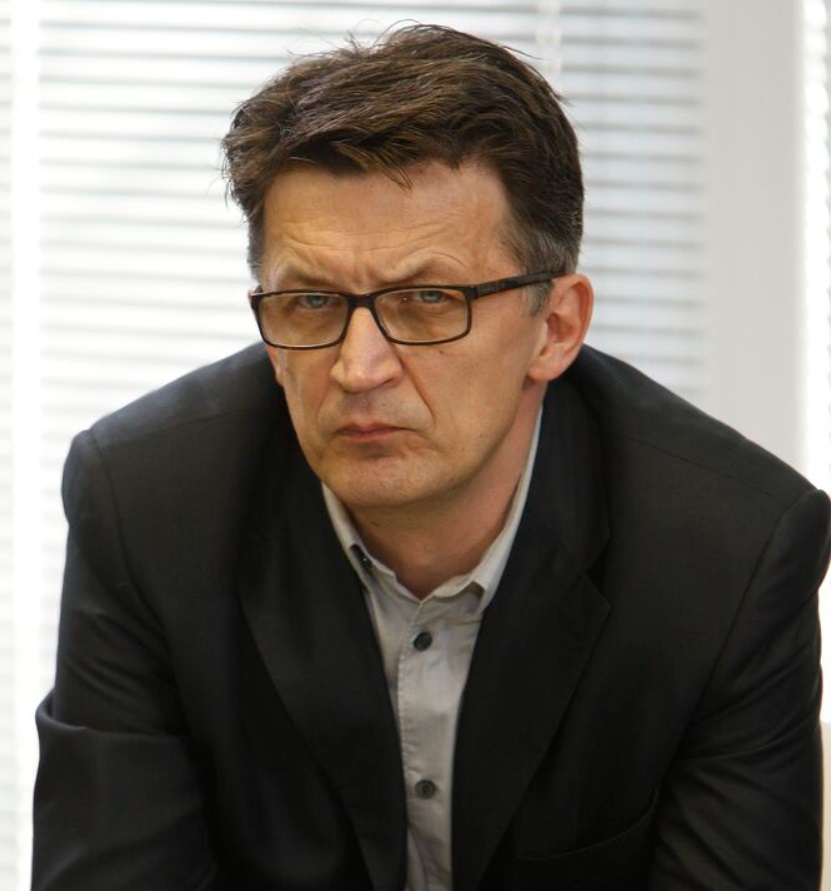
Rustem Rinatowitsch Adagamow

Rustem Rinatowitsch Adagamow (russisch Рус́тем Рина́тович Ада́гамов, tatarisch Рөстәм Ринат улы Әдһәмев; * 8. November 1961 in Kasan, Tatarische ASSR, heute Tatarstan) ist einer der populärsten russischen Blogger und Fotojournalisten.

## Biografie
Der ethnische Tatare Rustem Adagamow ist in Moskau aufgewachsen. Er studierte am Moskauer Institut für Historische Archive (heute RGGU) und am Polygraphischen Institut (heute MGUP).
Von 1996 bis 2000 lebte er im norwegischen Tromsø, wo er für eine Werbeagentur arbeitete. Er hat seither die doppelte Staatsangehörigkeit von Russland und Norwegen.
Rustem Adagamow entdeckte die damals noch sehr kleine Blogosphäre im Jahr 1996 während seines Arbeitsaufenthalts in Norwegen gemäß eigenen Aussagen in den langen, dunklen, norwegischen Nächten. Im März 2002 wechselte er auf Anregung von Anton Nossik zur führenden russischsprachigen Weblogplattform LiveJournal, wo er unter dem Spitznamen Drugoi (russ. der Andere) bekannt ist. Ursprünglich schrieb Adagamow Übersetzungen von interessanten Artikeln aus dem Norwegischen sowie eigene kleine Geschichten über sein Leben in Norwegen. Später kamen eigene Fotoreportagen hinzu, seit 2009 auch Bilder von Fotoagenturen wie Reuters und Agence France-Presse.
Sein Weblog Drugoi steht auf dem 5. Rang im Yandex-Rating der populärsten Blogs im russischen Web. Gemäß LiveJournal hatte er im Februar 2010 über 45.000 Abonnenten.
Seit einigen Jahren ist Rustem Adagamow Mitarbeiter des Unternehmens SUP des russischen Finanziers Alexander Mamut, welches das LiveJournal betreibt.
Außerhalb der Blogospäre wurde Rustem Adagamow bekannt, als er im August 2009 nach einem Unglück im größten russischen Wasserkraftwerk Sajano-Schuschenskaja als einziger Fotograf die Rettungsarbeiten begleiten durfte. In den ersten 24 Stunden nach dem Unfall gab es keine offizielle Berichterstattung und nur verwackelte Amateurfotos von Augenzeugen. Schnell verbreiteten sich Gerüchte über angeblich in überschwemmten Räumen eingesperrte Kraftwerks-Mitarbeiter, welche von überforderten Rettungskräften nicht evakuiert würden. In dieser Situation erlaubte die Betreibergesellschaft RusHydro dem bekanntesten russischen Blogger, die Rettungsarbeiten zu beobachten und zu fotografieren.
Einige Tage später wurde Rustem Adagamow zum ersten Blogger, den die Medienstelle von Präsident Dmitri Medwedew in den Reporter-Pool des Kremls eingeladen hat.
Laut dem Direktor des Kommersant-Verlages und anderen Beobachtern ist der Weblog von Rustem Adagamow eine echte Konkurrenz zu den Online-Ausgaben der größten russischen Zeitungen wie Wedomosti, Iswestija und Kommersant.
Anfang 2012 war Adagamow eines der Gründungsmitglieder der Liga der Wähler, einer gesellschaftspolitischen Organisation in Russland. Im Oktober desselben Jahres wurde er in den Koordinierungsrat der russischen Opposition gewählt.